# ويليام ألكوت
ويليام ألكوت (بالإنجليزية: William Alcott) (و. 1798 – 1859 م) هو مؤلف، وطبيب، وكاتب، وكاتب للأطفال أمريكي، توفي عن عمر يناهز 61 عاماً.

## التعليم
تعلم في مدرسة طب جامعة ييل.